# Tyranneau bronzé
Pseudotriccus pelzelni
Espèce
Statut de conservation UICN

 LC  : Préoccupation mineure
Le Tyranneau bronzé (Pseudotriccus pelzelni), aussi appelé Microtyran bronzé, est une espèce de passereaux de la famille des Tyrannidae,.

## Systématique et distribution
Cet oiseau est représenté par quatre sous-espèces selon la classification de référence du Congrès ornithologique international (version 9.1, 2019) :
- Pseudotriccus pelzelni berlepschi Nelson, 1913[4] : montagnes de l'extrême est du Panama et des régions limitrophes du nord-ouest de la Colombie ;
- Pseudotriccus pelzelni annectens (Salvadori & Festa, 1899) : dans les Andes du sud-ouest de la Colombie et du nord-ouest de l'Équateur (vers le sud jusqu'à la province d'El Oro) ;
- Pseudotriccus pelzelni pelzelni Taczanowski & von Berlepsch, 1885 : est de la Colombie (département du Meta) et est de l'Équateur (río Napo et río Pastaza) ;
- Pseudotriccus pelzelni peruvianus Bond, 1947 : Andes de l'est du Pérou (du département de San Martín à celui de Cuzco)[1],[2],[5].